# Ламбіно
Ламбіно (рос. Ламбино, карел. Lambino) — станція (тип населеного пункту) у складі Куземського сільського поселення в Кемському районі Республіки Карелія.

## Загальні відомості
Станція разташована на перегоні Бєломорськ—Чупа Петрозаводського відділення Жовтневої залізниці.

## Населення
| 2009 | 2010 | 2013 |
| ---- | ---- | ---- |
| 2    | ↘0   | →0   |